# Cormophyta
Cormophyta é o nome botânico de um filo, segundo o sistema de classificação de Wettstein.